# Christian Brandt
Christian Brandt, född 13 november 1766 i Örtofta socken, Malmöhus län, död 1855 i Ystad, var en svensk kantor, målare och tecknare.
Brandt var son till prosten Johan Fredrik Brandt och Anna Margareta Holst och från 1807 gift med Laurentia Dorothea Daugård. Han blev student vid Lunds universitet 1784 och kantor i Ystad 1813. År 1805 var han tillförordnad ritmästare vid Lunds universitet. Han konst består huvudsakligen av bibliska motiv varav många finns bevarade i Ystadstrakten. 